# Frank Pasquale
Frank Pasquale   (Dunkirk, 1974) és catedràtic de Dret a la Universitat Cornell i membre d'altres institucions relacionades amb la recerca en drets i tecnologia com la Universitat Yale, l'Institut Americà de Dret i el Consell Australià de Recerca. També és codirector editorial del Journal of Cross-Disciplinary Research in Computational Law. La seva consolidada tasca investigadora en l’àmbit del dret i la intel·ligència artificial ha contribuït a portar els coneixements i les demandes dels moviments de justícia social a la legislació i a la política de la IA. Ha assessorat empreses i líders governamentals als Estats Units, a la Comissió Europea, al Canadà i al Regne Unit. El 2024 formava part del Comitè Consultiu d’Intel·ligència Artificial Nacional dels Estats Units.

## Publicacions
Ha publicat The black box society (Harvard University Press, 2015), que va ser reconegut com un estudi de referència en dret de la informació. També és coeditor del manual The Oxford handbook of ethics of AI (Oxford University Press, 2020) i autor de New laws of robotics: Defending human expertise in the age of AI (Harvard University Press, 2020), on explora com la llei i la política influeixen en l’adopció de la IA. Aquest darrer llibre va quedar finalista en els premis PROSE de l’Associació d’Editors Americans (AAP) en la categoria d’estudis jurídics i criminologia, i s'ha publicat en castellà: Las nuevas leyes de la robòtica (Galaxia Gutenberg, 2024).